# Tetracanthagyna bakeri
Tetracanthagyna bakeri – gatunek ważki z rodziny żagnicowatych (Aeshnidae).